# Holden Barina
Der Holden Barina ist ein Kleinwagen, der seit 1985 von dem australischen Automobilhersteller Holden, dem dortigen Ableger von General Motors, angeboten wird. Von 1985 bis 1994 beruhte seine Konstruktion auf der des Suzuki Swift, von 1994 bis 2005 entsprach er dem Opel Corsa und seit 2005 wird er nach Vorlage des Chevrolet Kalos bzw. des Chevrolet Aveo gefertigt.

## Von Jahr zu Jahr

### MB/ML Barina (1985–1989)
Hauptartikel: Suzuki Swift AA

Der MB Barina wurde im Februar 1985 als kleinstes Holden-Fahrzeug vorgestellt. Die 5-türige Kombilimousine wurde von Suzuki für Holden hergestellt und beruhte auf dem Suzuki Swift AA. Es gab nur eine Ausstattungslinie und nur eine Karosserieform, Rechteckscheinwerfer und ein Kühlergrill mit vier horizontalen, schwarzen Kunststofflamellen. Zwischen den hinteren Türen und den C-Säulen gab es kleine, feststehende Seitenfenster. Als Antrieb diente ein Vierzylindermotor mit 1,3 Liter Hubraum, obenliegender Nockenwelle und einer Leistung von 49,5 kW. Diese wurde über ein handgeschaltetes Fünfganggetriebe an die Vorderräder übertragen. Wichtigstes Verkaufsargument war der geringe Benzinverbrauch von 5,2 Liter/100 km.
Im Januar 1986 gab es ein leicht überarbeitetes Modell, den ML Barina. Der Kühlergrill hatte nur noch zwei Lamellen, die in Wagenfarbe gehalten waren und die Heckklappe hatte einen kleinen Spoiler bekommen. Technisch blieb alles gleich, nur die Hinterachse wurde mit Schrauben- statt Blattfedern versehen. Ab April 1987 gab es auf Wunsch ein Automatikgetriebe mit drei Fahrstufen.
Der ML Barina wurde bis Januar 1989 produziert.
| Modell   | Bezeichnung | Fahrzeugart            | Bauzeitraum     |
| -------- | ----------- | ---------------------- | --------------- |
| MB-8MG68 | Barina      | Kombilimousine 5 Türen | 02/1985–09/1986 |
| ML-8MG68 | Barina      | Kombilimousine 5 Türen | 09/1986–01/1989 |

### MF/MH Barina (1989–1994)

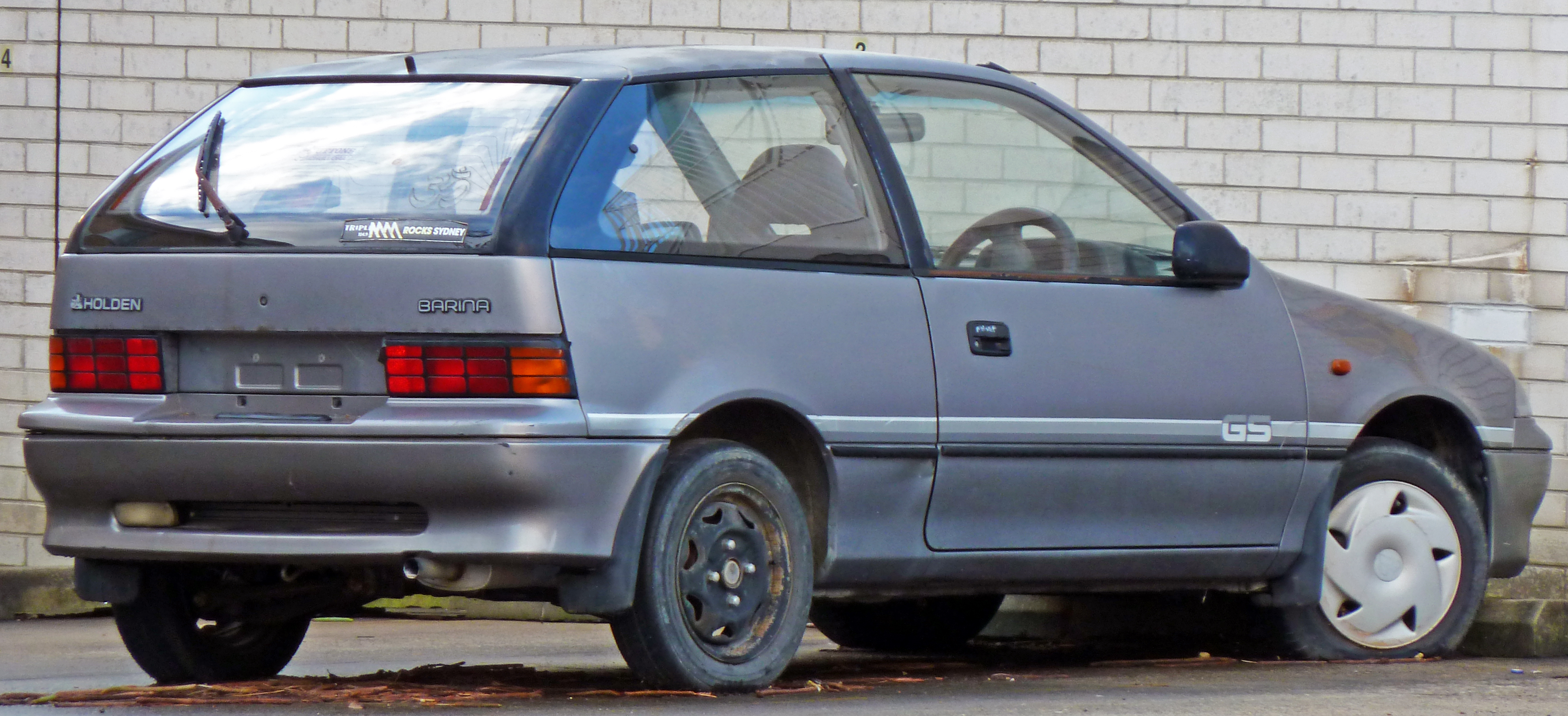
Holden MF Barina (1990–1991)

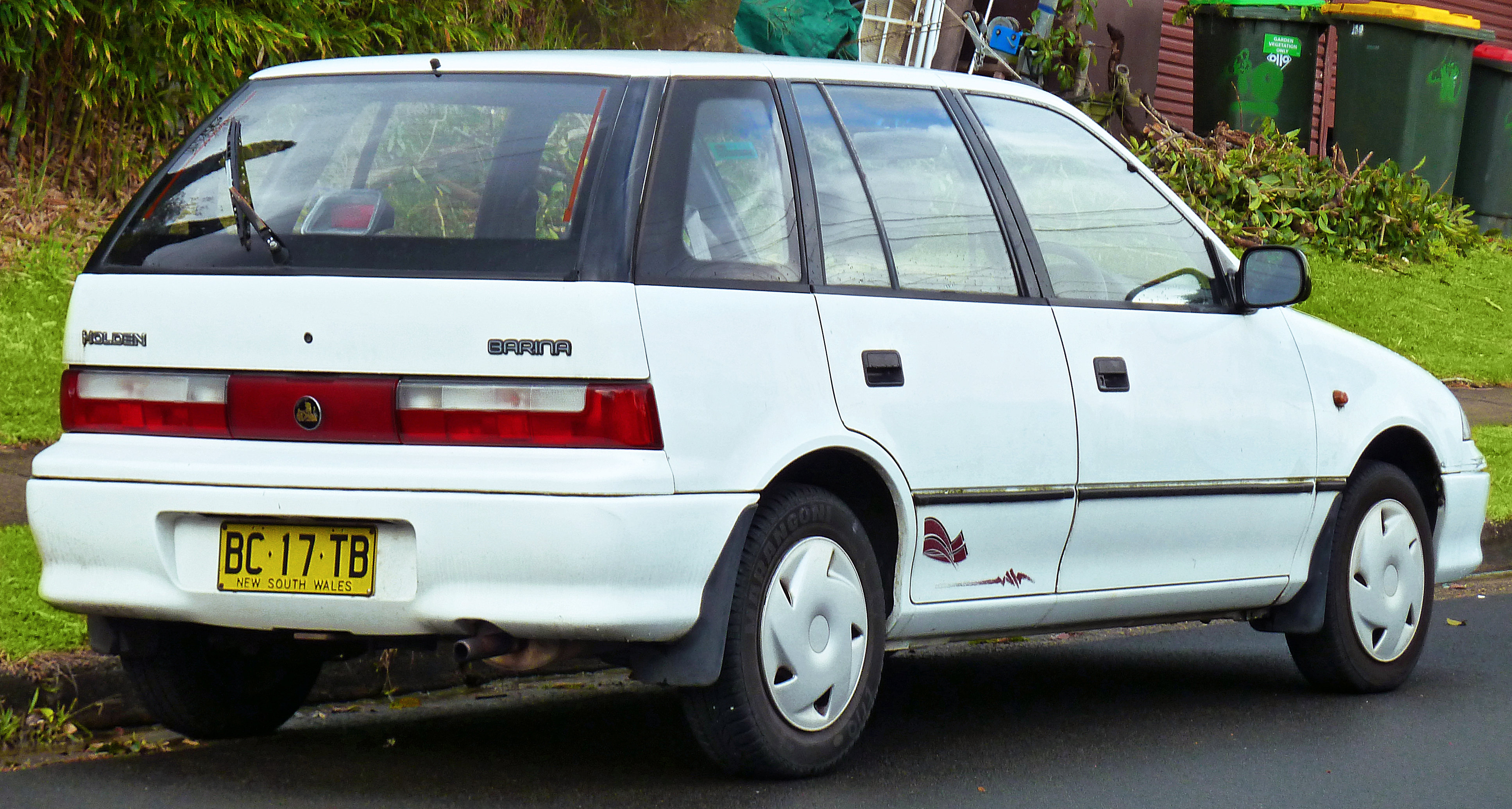
Holden MH Barina (1991–1994)

Im Januar 1989 wurde der komplett neu konstruierte MF Barina vorgestellt. Er wurde von Suzuki zusammen mit GM entwickelt und wurde auch als Suzuki Swift EA, Pontiac Firefly oder Geo Metro in Japan, Europa und den USA angeboten. Zunächst gab es nur eine 5-türige Kombilimousine, im August 1990 wurde dann der Dreitürer GS nachgereicht. Die Karosserie war aerodynamisch überarbeitet worden und zeigte jetzt ein stark abfallende Front und kantenlos eingeklebte Scheiben. Mechanisch gab es keine Veränderungen.
Die Überarbeitung zum MH Barina kam im September 1991. Das Facelift beschränkte sich auf den Frontstoßfänger, der nun für Fünftürer und Dreitürer unterschiedlich ausfiel und in jedem Fall einen etwas größeren Kühllufteinlass besaß.
Die vier ersten Barina-Modelle wurden als Gebrauchtwagen als von deutlich unterdurchschnittlicher Sicherheit bewertet.
| Modell   | Bezeichnung | Fahrzeugart            | Bauzeitraum     |
| -------- | ----------- | ---------------------- | --------------- |
| MF-8MG68 | Barina      | Kombilimousine 5 Türen | 01/1989–09/1991 |
| MF-8MS77 | Barina GS   | Kombilimousine 3 Türen | 08/1990–09/1991 |
| MH-8MG68 | Barina      | Kombilimousine 5 Türen | 09/1991–1994    |
| MH-8MS77 | Barina GS   | Kombilimousine 3 Türen | 09/1991–1994    |

Der MH Barina wurde noch bis 1994 gefertigt.

### SB Barina (1994–2001)
Hauptartikel: Opel Corsa B

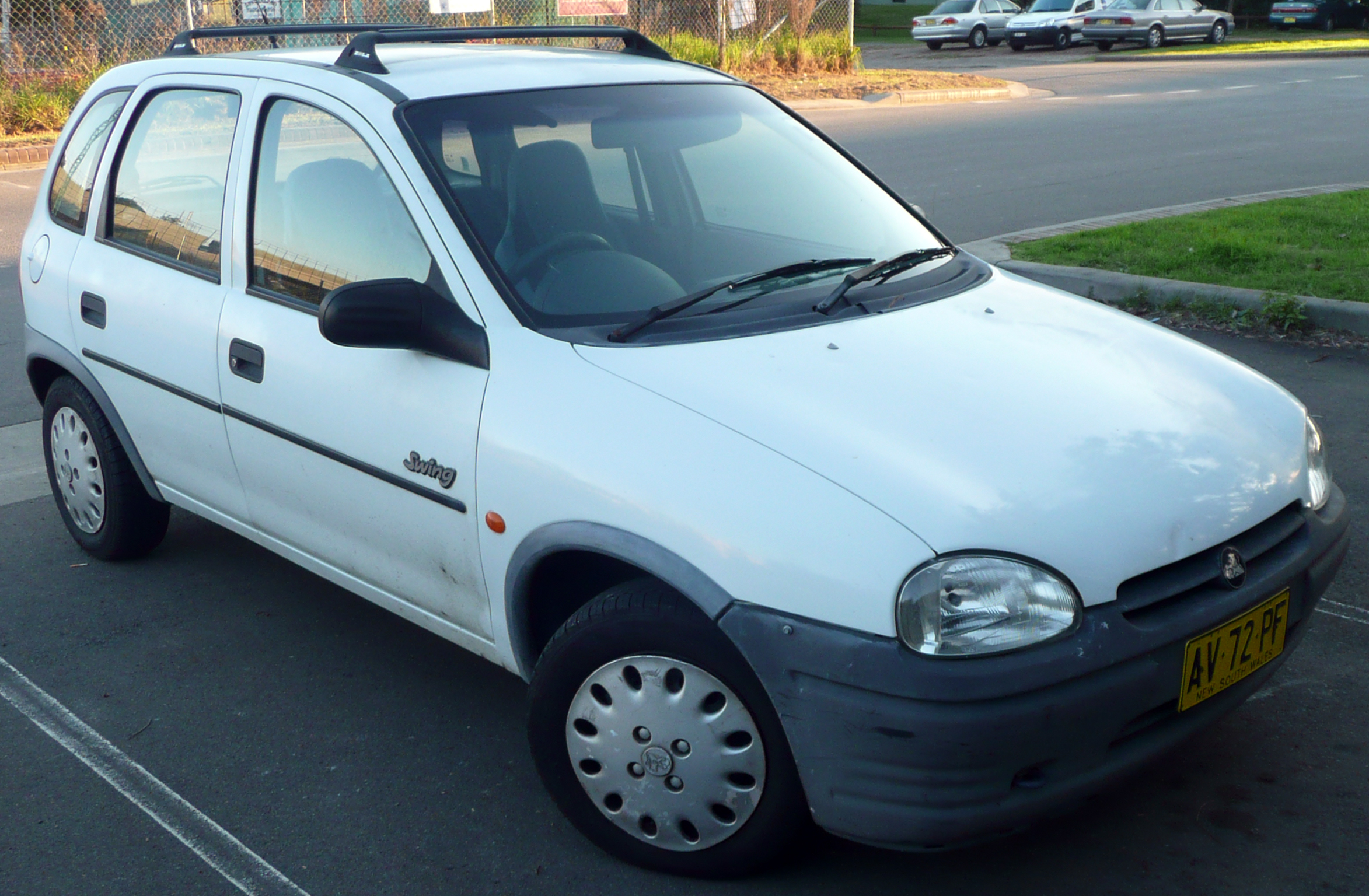
1994–1995 Holden Barina (SB) Swing 5-door

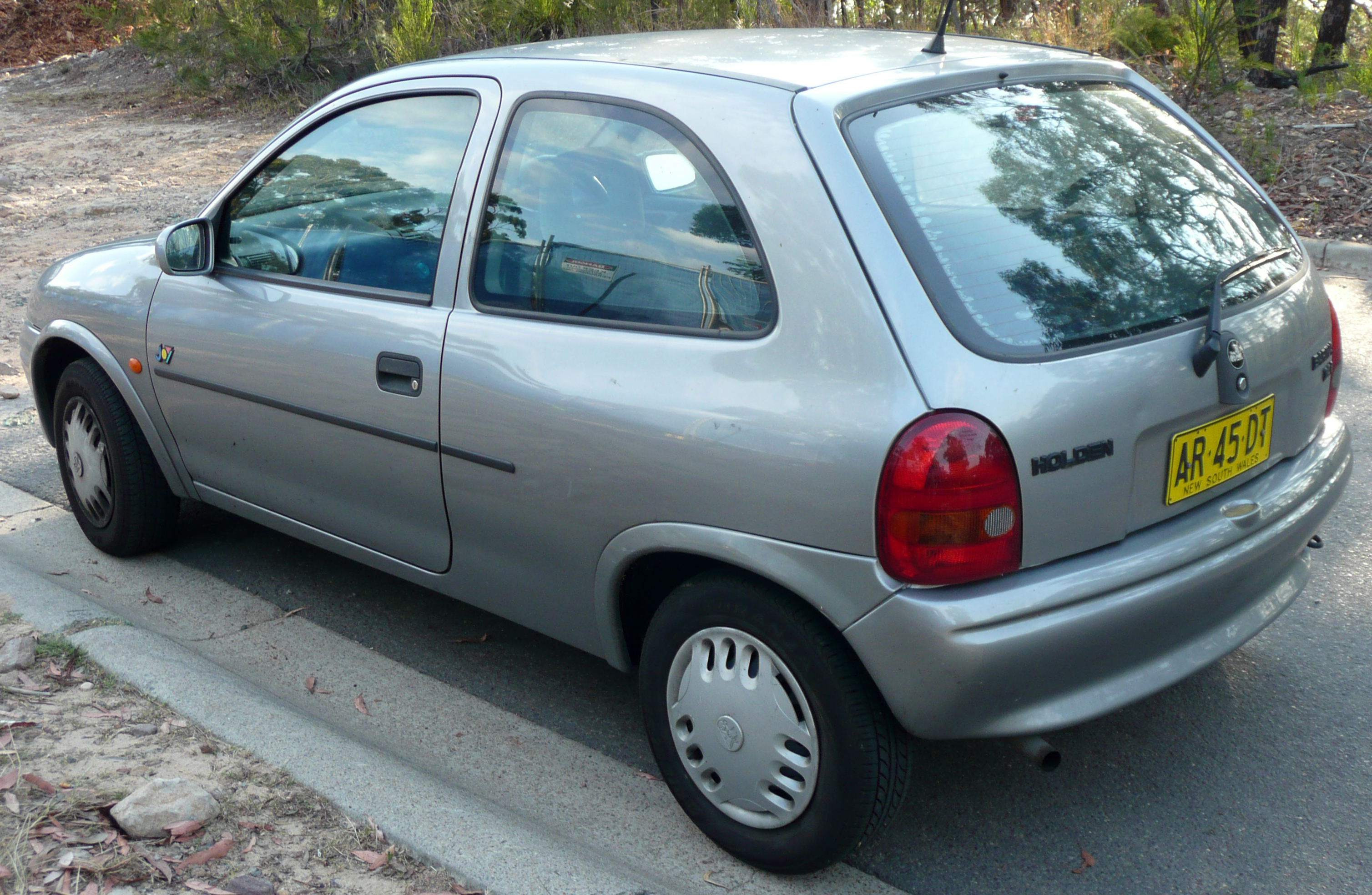
Holden Barina (SB) City vor dem Facelift (1994–1995)

Ab 1994 lieferte Holden den aus dem GM-Konzern stammenden Opel Corsa B, der in Spanien gefertigt wurde, als SB Barina. Drei- und fünftürige Kombilimousinen und sogar ein 2-türiges Cabriolet waren erhältlich. Für den Dreitürer gab es Motorisierungen mit 1,2, 1,4 und 1,6 Liter Hubraum und 33–80 kW Leistung, der Fünftürer hatte, wie das Cabrio, einen 1,4-Liter-Motor mit 44 kW. Die Ausstattungslinien hießen City, Joy, Swing, Grand Prix (Sondermodell), Lambada (Sondermodell), Olympic Edition (Sondermodell für 2000), Equipe (Sondermodell) und GSi (nur Dreitürer mit 1,6-Liter-Motor).
Ende 1998 gab es eine leichte Überarbeitung der Modelle mit neuer Einspritzanlage, Verbesserungen bei der Radaufhängung, einem Kühlergrill mit drei horizontalen Stäben und teilweise in Wagenfarbe lackierte Stoßfängern.

### XC Barina (2001–2005)
Hauptartikel: Opel Corsa C

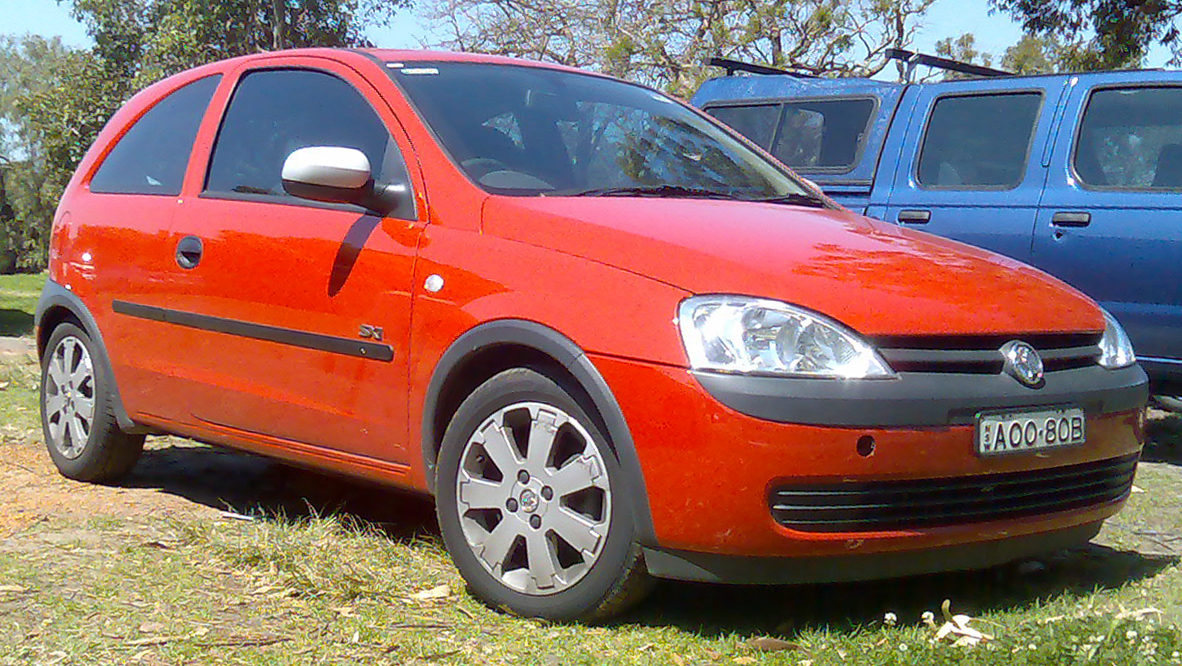
Holden XC Barina SXi (2003)

In der Folge der Umstellung zum Opel Corsa C in Europa 2000 wurde auch der SB Barina 2001 zum XC Barina umgestellt. Wiederum waren 3- oder 5-türige Kombilimousinen verfügbar, das Cabriolet allerdings war entfallen. Motorisiert waren die Fahrzeuge mit einem 1,4-Liter-Motor mit 66 kW Leistung, im September 2001 kam der ‚’GSi’’ mit dem neuen 1,8-Liter-R4 mit 92 kW Leistung dazu.
2003 gab es die besser ausgestatteten Varianten SXi und CD neben dem schon vorher angebotenen SRi. Da sich der erhoffte, bessere Verkaufserfolg aber nicht einstellte, entfielen diese Bezeichnungen beim Jahrgang 2004 wieder.
Noch bis Dezember 2005 wurde die Barina auf Opel-Corsa-Basis angeboten.

### TK Barina (2005–2011)
Hauptartikel: Chevrolet Kalos

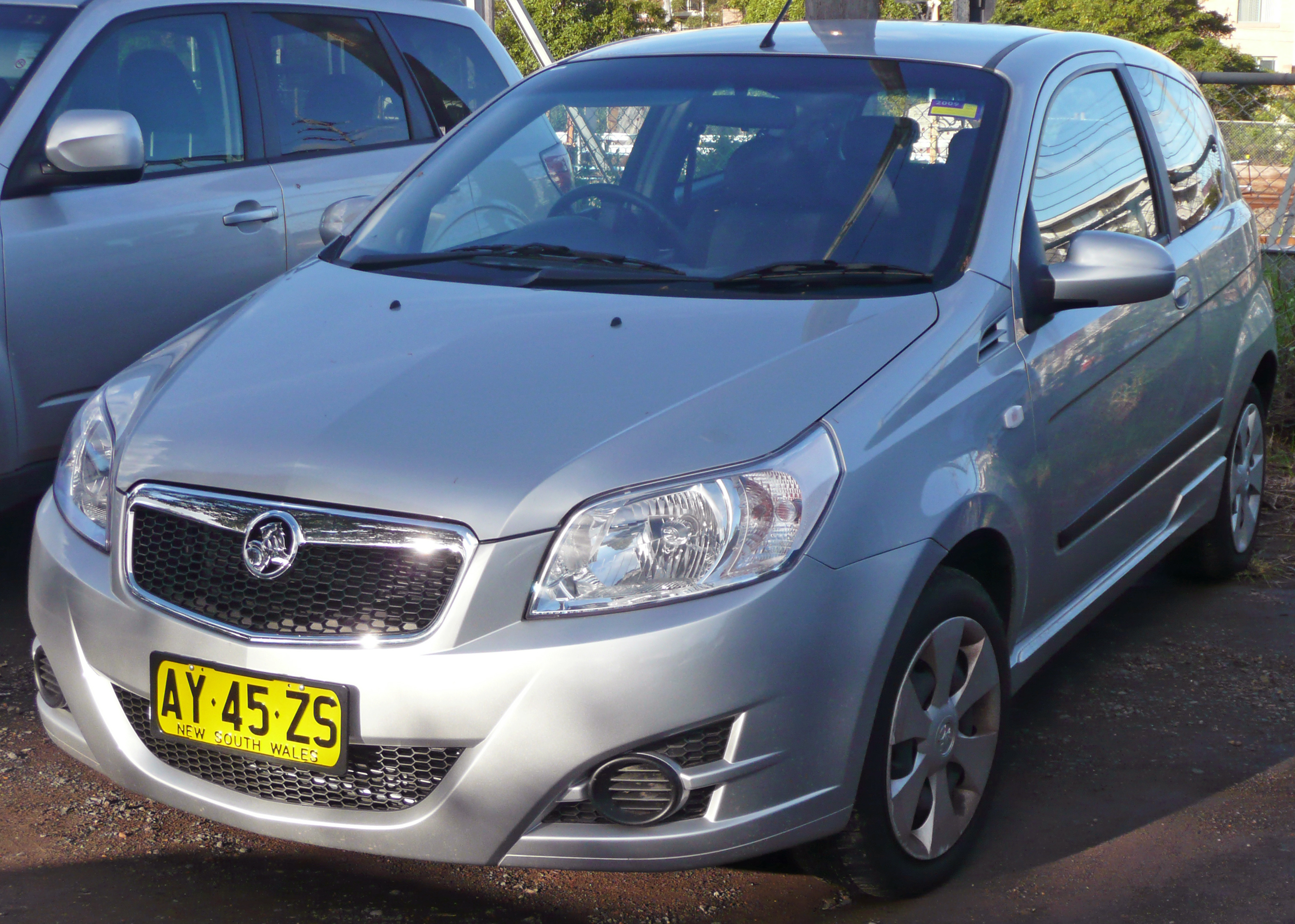
Holden TK Barina (2009)

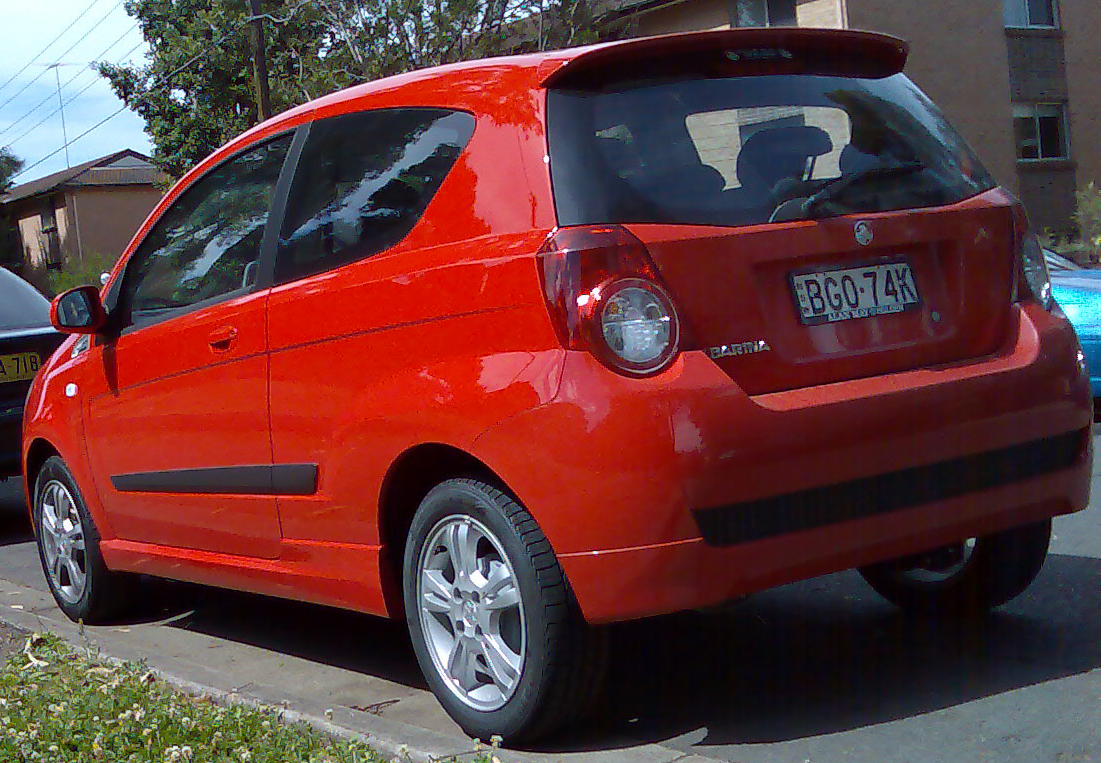
Holden TK Barina Heckansicht (2008–2011)

Der TK Barina wurde im Dezember 2005 vorgestellt und ist vom Chevrolet Kalos abgeleitet. Ab Februar 2006 gab es neben der 3- oder 5-türigen Kombilimousine auch eine 4-türige Stufenhecklimousine. Die Wagen hatten 16-Ventil-Motoren mit 1,2 bis 1,6 Liter Hubraum und zwischen 53 und 77 kW Leistung.
Im August 2008 wurde ein überarbeitetes Modell mit leicht nach oben gezogenen Rechteckscheinwerfern, einem geänderten Kühlergrill und anderen Rückleuchten vorgestellt. Außerdem wurden die Fahrzeuge serienmäßig mit Seitenaufprallschutz und zwei Airbags ausgestattet. Auch elektrische Fensterheber und elektrisch einzustellende Spiegel gehörten seitdem zur Serienausstattung. Damit erreichte der Barina eine gute Sicherheitsbeurteilung.

### TM Barina (2011–2018)
Hauptartikel: Chevrolet Aveo

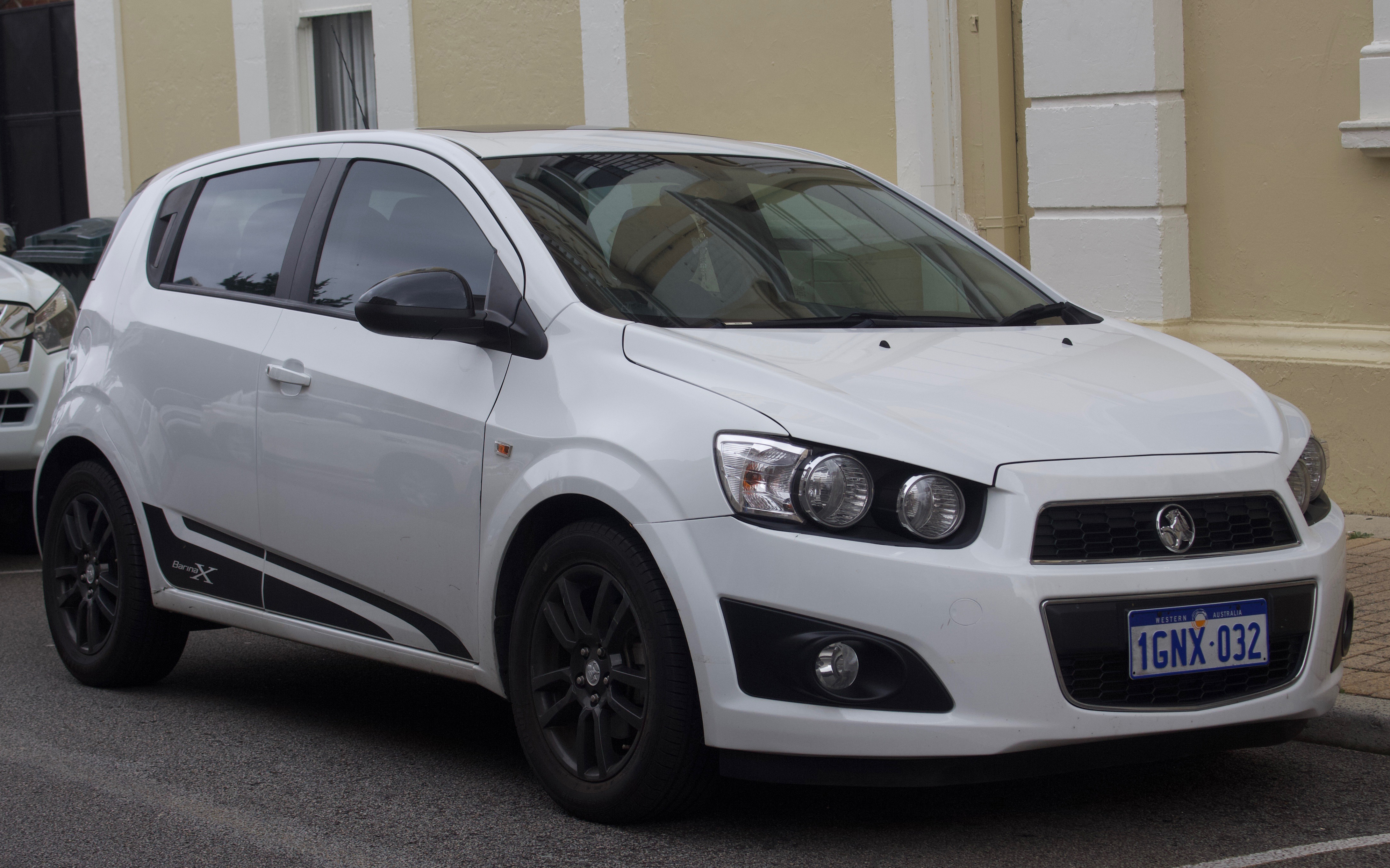
Holden TM Barina (2011–2018)

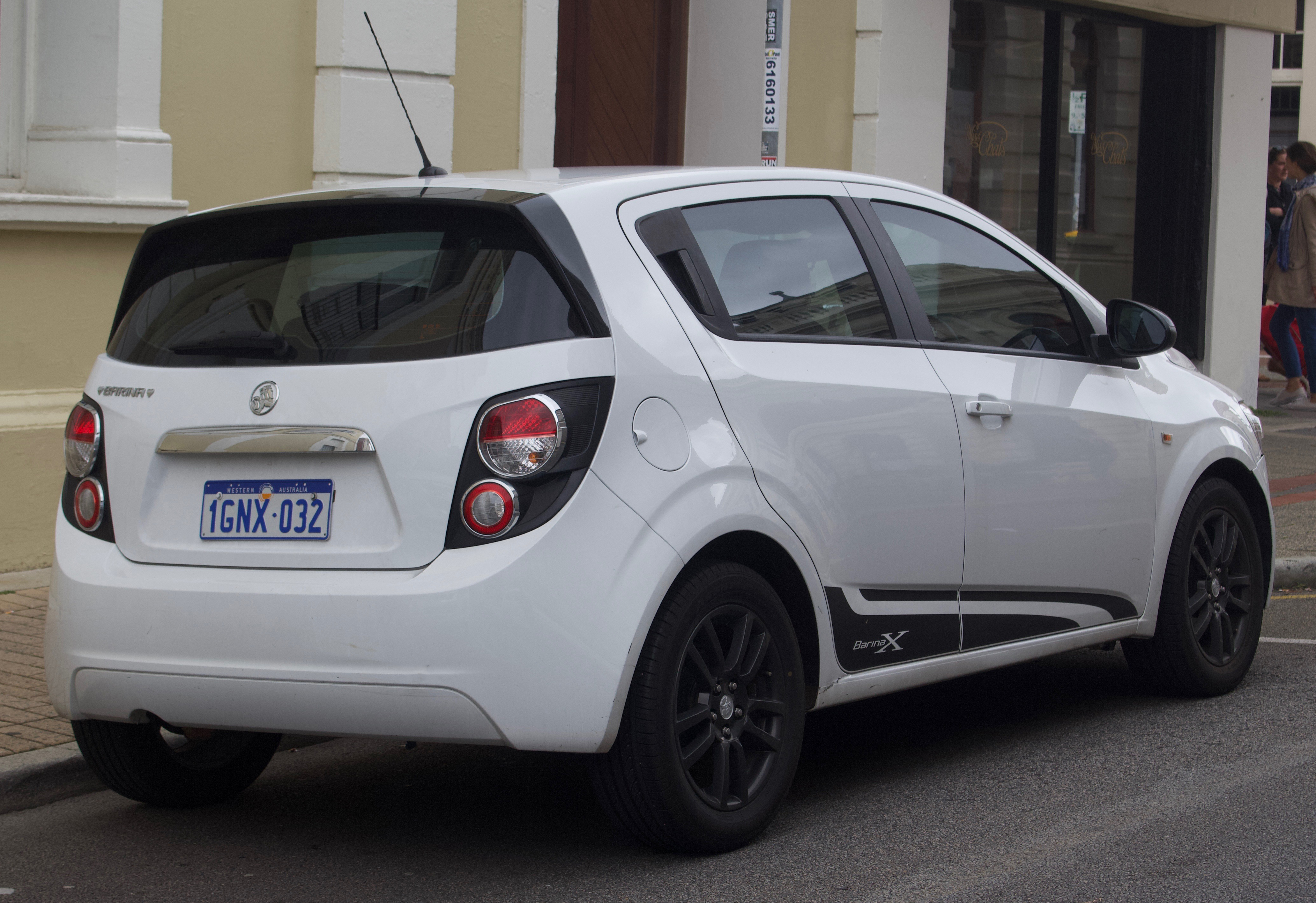
Heckansicht (2011–2018)

Die sechste Generation des Barina kam 2011 auf den Markt. Sie basiert auf der zweiten Generation des Chevrolet Aveo.